# Кунама (народ)
Куна́ма (база, базен, базин, бадин) — народ, живущий в Эритрее. Численность — более 260,200 тысяч человек, и являются одной из самых маленьких этнических групп в Эритрее — 2 процента от населения. Говорят на изолированном кунамском языке условной нило-сахарской макросемьи. Большинство кунама исповедует суннитский ислам, часть — христиане-протестанты, сохраняются и древние традиционные верования. Для традиционной социальной организации характерна система половозрастных групп.
Хотя некоторые кунама все ещё исповедуют традиционные верования, большинство из них приняли христианство или ислам. Живут на плодородных равнинах Гаш-Сетит (регион Гаш-Барка).
Раньше кунама были кочевниками; сегодня занимаются преимущественно (90 процентов) пашенным земледелием (сорго, просо-миль, а также пшеница, ячмень, бобовые, хлопок), разводят крупный и мелкий рогатый скот, а также верблюдов.
Исторически в Кунаме преобладали другие этнические группы, но они были вынуждены покинуть свои традиционные земли.
Официальная политика правительства Эритреи заключается в том, что вся земля является государственной собственностью, и правительство поощряет создание крупных коммерческих хозяйств.
Кунама — матриархальны, и заметную роль в них играют женщины. Согласно их социальной системе, ребёнок является членом общества кунама только в том случае, если его или её мать — кунама, а родственники признаются только со стороны матери.
Наиболее известные матриархальные кланы: алака, лакка, серма, кара и натака.
Кунама как лингвистически, так и культурно тесно связаны с народом нара в Эритрее.
Материальная культура сходна с культурой тиграи и тигре.